# LiveJasmin
LiveJasmin este un site web pentru adulți care pune accentul pe live streaming și servicii conexe, care prezintă de obicei nuditate și activitate sexuală, de la striptease și prostii până la masturbare cu jucării sexuale și relații sexuale complete. Modelele sunt predominant feminine, cu toate acestea, există și un număr destul de mare de modele masculine, cuplu și trans.
Fondat în 2001, site-ul a crescut repede la începutul anilor 2000.

## Istoric
Site-ul a fost fondat în 2001 sub numele de jasmin.hu, cu accent pe publicul intern din Ungaria.
În 2003, site-ul web a cunoscut o creștere semnificativă și, în cele din urmă, a devenit global cu Jasmin Media Group ca holding. 
În 2012, artistul hip-hop american Flo Rida a lansat un tribut intitulat „Hei Jasmin”. 
În 2014, LiveJasmin a început să facă reclamă, producând o serie de reclame TV. Două dintre reclamele lor au fost transmise live în timpul celui de-al 66-lea Primetime Emmys, dar au fost refuzate de CBS, permițându-le să fie postate online ca „reclame interzise” 
În 2016, LiveJasmin a creat primul program de studio și model, cunoscut sub numele de Jasmin Certified, pentru a avea conținut exclusiv. Cel mai vechi partener din acest program este Gloria Agency 

## Premii
| Year | Result   | Award                  |
| ---- | -------- | ---------------------- |
| 2013 | Câștigat | Best Live Chat Website |

| Year | Result   | Award                              |
| ---- | -------- | ---------------------------------- |
| 2013 | Câștigat | Best Live Cam Site (International) |

| Year | Result   | Award                                      |
| ---- | -------- | ------------------------------------------ |
| 2010 | Câștigat | Live Video Chat of the Year                |
| 2013 | Câștigat | Mobile Site of the Year                    |
| 2014 | Câștigat | Live Cam Site of the Year                  |
| 2014 | Câștigat | Mobile Site of the Year                    |
| 2016 | Câștigat | Adult Site of the Year — Live Cam (Europe) |
| 2017 | Câștigat | Adult Site of the Year — Live Cam (Europe) |
| 2018 | Câștigat | Cam Site of the Year — Europe              |

| Year | Result   | Award                       |
| ---- | -------- | --------------------------- |
| 2015 | Câștigat | Live Cam Site of the Year   |
| 2016 | Câștigat | Best Broadcaster Software   |
| 2016 | Câștigat | Premium Camsite of the Year |
| 2016 | Câștigat | Live Cam Site of the Year   |
| 2017 | Câștigat | Best Online Support         |
| 2017 | Câștigat | Live Cam Site of the Year   |
| 2018 | Câștigat | Live Cam Site of the Year   |
| 2019 | Câștigat | Live Cam Site of the Year   |
| 2019 | Câștigat | Best Online Support         |
| 2019 | Câștigat | Exec Award                  |

| Year | Result   | Award                      |
| ---- | -------- | -------------------------- |
| 2013 | Câștigat | Best Live Cam Site         |
| 2017 | Câștigat | Best Cam Platform (Europe) |

| Year | Result   | Award                     |
| ---- | -------- | ------------------------- |
| 2017 | Câștigat | Live Cam Site of the Year |
| 2018 | Câștigat | Live Cam Site of the Year |
| 2019 | Câștigat | Best Affiliate Program    |
| 2019 | Câștigat | Best Training Program     |
| 2019 | Câștigat | Most Innovative Camsite   |
| 2019 | Câștigat | Live Cam Site of the Year |